# Judah Leon Magnes

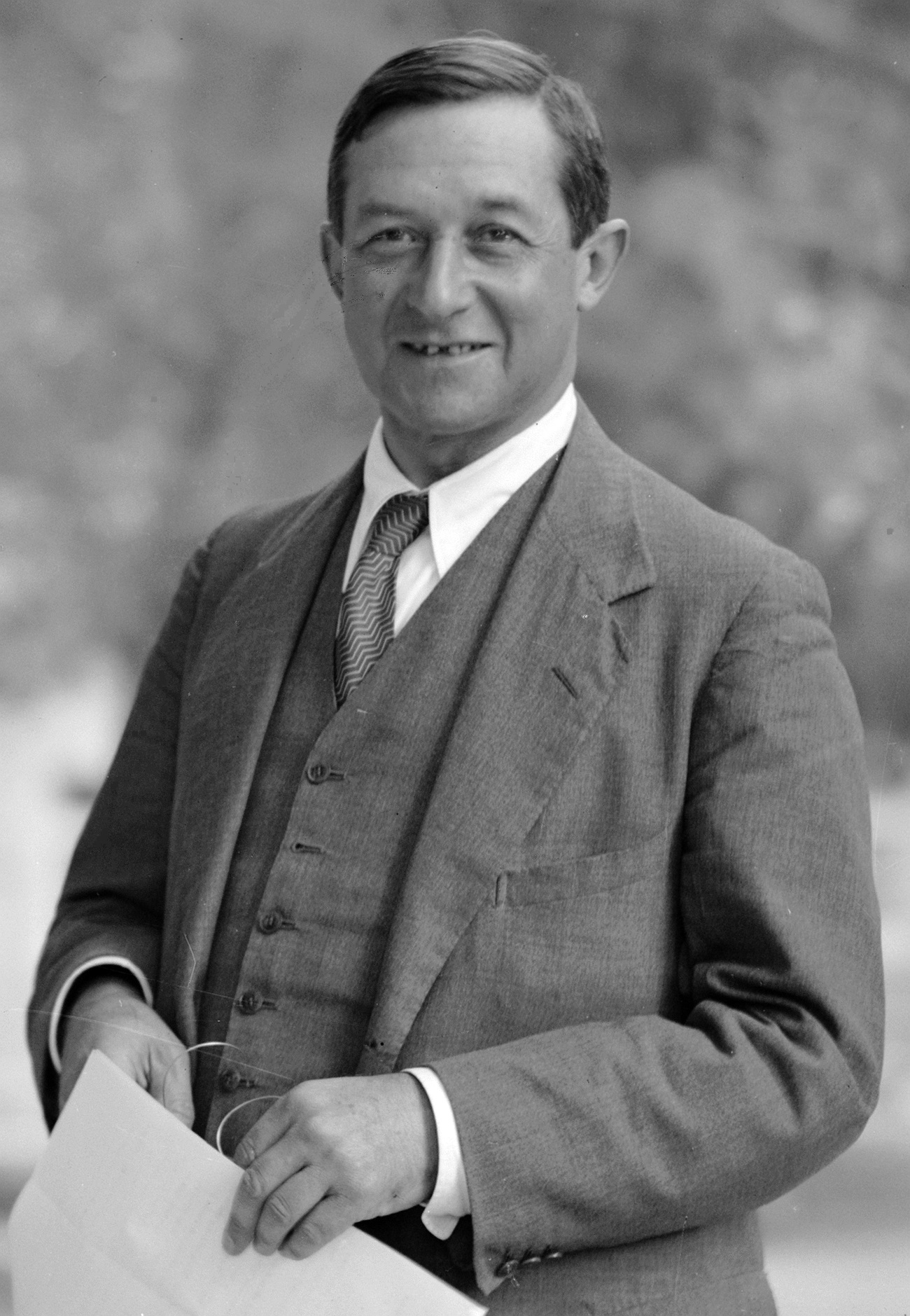
Judah Leon Magnes

Judah Leon Magnes, Juda Leib Magnes, (* 5. Juli 1877 in San Francisco, Kalifornien; † 27. Oktober 1948 in New York, NY) war ein bedeutender amerikanischer Rabbiner des Reformjudentums, Gründer und Leiter zahlreicher jüdischer Organisationen, Pazifist, Publizist und Politiker. Außerdem war er bis zu seinem Tod Präsident der Hebräischen Universität in Jerusalem.

## Leben und Werk
Judah Leon Magnes wurde am 5. Juli 1877 in San Francisco geboren. Seine Eltern waren David und Sophie Abrahmson Magnes. Seine Mutter stammte aus New York und sein Vater aus Łódź. Er hatte drei Schwestern und einen Bruder. 1898 machte er seinen Studienabschluss B.A. an der Universität von Cincinnati, und zwei Jahre später legte er sein Rabbinerexamen am Hebrew Union College in Cincinnati ab.
Um die Jahrhundertwende ging er nach Europa und studierte an den Universitäten von Berlin und Heidelberg. Schon früh engagierte er sich in der zionistischen Bewegung. Als Pazifist äußerte er sich gegen den Spanisch-Amerikanischen Krieg von 1898. Ab 1903 lebte er wieder in den Vereinigten Staaten und war kurzzeitig als Bibliothekar und Lehrer an seinem früheren College tätig. Anschließend wurde er als Rabbiner nach Brooklyn (New York) gerufen. 1906 war er an der Gründung des American Jewish Committee in New York beteiligt. Er war ein erklärter Bewunderer von Achad Ha'am.
Er unternahm 1907 und 1912 seine beiden ersten Reisen nach Palästina. Magnes war einer der einflussreichsten Kräfte in der Organisation der jüdischen Gemeinde New Yorks. Er hatte von 1908 bis 1922 das Amt des Präsidenten inne. Die Gemeinde (hebr. Kehilla) war mit verschiedenen Aspekten des Judentums befasst wie Kultur, Religion, Bildung und Arbeitsangelegenheiten. Sie half darüber hinaus bei der Integration der deutschen und osteuropäischen Synagogen. Von 1912 bis 1920 war Magnes auch Vorsitzender der Society for the Advancement of Judaism (Gemeinschaft zur Förderung des Judentums).
Die Balfour-Deklaration von 1917 sah er kritisch und als ein dem Zionismus unwürdiger Manipulationsversuch Großbritanniens. Als Pazifist wollte er 1917 den Eintritt der USA in den Ersten Weltkrieg verhindern. In dieser Frage näherte er sich Lenin an. Er befürwortete aber später den Krieg gegen das nationalsozialistische Deutschland.
Seine Auffassungen wurden nur von einer Minderheit innerhalb des Reformjudentum geteilt. Magnes vertrat eine eher traditionelle Form des Judentums. Er lehnte die Assimilationsideen seiner Umgebung weitgehend ab und beendete demzufolge 1910 seinen Dienst in der reformjüdischen Gemeinde Congregation Emanu-El of the City of New York. Magnes stimmte auch nicht mit der Ablehnung des Zionismus durch große Teile des Reformanjudentums überein. Er kritisierte vielmehr die Tendenzen zur Auflösung des Judentums in die Mehrheitsgesellschaft. Für ihn waren Juden im Heiligen Land und Juden in der Diaspora für das jüdische Volk von gleicher Bedeutung. Die wiederaufgebaute jüdische Gemeinde in Eretz Israel würde auch das jüdische Leben in der Diaspora bereichern.
Obwohl er selbst 1922 nach Palästina auswanderte, was sein Umfeld sehr überraschte, hielt Magnes dies für seine persönliche Entscheidung und sah darin keine Verpflichtung für alle Juden. Er war davon überzeugt, dass das zionistische Projekt behutsam aufgebaut werden müsse oder scheitern werde. In Jerusalem war Magnes einer der Gründer der Hebräischen Universität und ab 1925 ihr Kanzler. Von 1935 bis zu seinem Tod war er ihr Präsident. Die Universität war seiner Auffassung nach die ideale Institution, an der Juden und Araber die Zusammenarbeit für die Zukunft des Landes lernen konnten. Dafür fand er das Gespräch mit George Antonius und Musa Alami. Magnes initiierte auch Sondierungsgespräche der beiden arabischen Vertreter mit David Ben-Gurion.
Den Rest seines Lebens widmete er dem Ziel, zur Verständigung mit der arabischen Bevölkerung beizutragen. Vor der Gründung des Staates Israel lehnte Magnes einen eigenen jüdischen Staat ab. Nach seiner Ansicht sollte Palästina/Israel weder jüdisch noch arabisch sein. Vielmehr befürwortete er einen binationalen Staat mit gleichen Rechten für alle Bürger, den er als überzeugter Pazifist auf friedlichem Wege erreichen wollte. Dies war auch die Auffassung der politischen Gruppe Brit Shalom, mit der Magnes in Verbindung gebracht wird. Er gründete 1942 selbst jedoch eine noch kleinere und binational-zionistische Vereinigung namens Ihud (Einheit), in der er u. a. mit Martin Buber zusammenarbeitete.
Als die Peel-Kommission 1937 ihre Vorschläge bezüglich einer Teilung Palästinas in einen jüdischen und einen arabischen Teil vortrug, wobei die jeweils andere Nationalität umgesiedelt werden sollte, schlug Magnes Alarm. In der New York Times schrieb er am 18. Juli 1937:
„Mit der Zustimmung der Araber werden wir in der Lage sein, Hunderttausende verfolgte Juden in arabischen Ländern aufzunehmen … Ohne diese Zustimmung werden auch die Vierhunderttausend Juden, die jetzt schon in Palästina sind, fortwährend in Gefahr sein trotz des Schutzes durch britische Bajonette. Durch die Teilung wird ein neuer Balkan entstehen.“
Immer wieder lehnte er einen eigenen rein jüdischen Nationalstaat und damit eine Teilung des Landes ab. Dies brachte ihm die rabiate Gegnerschaft des revisionistischen Anführers Wladimir Jabotinsky ein, der ihn am 22. Mai 1929 in der Zeitung Doar Hayom als Komiker beschimpft hatte.
Im Zweiten Weltkrieg mit der zunehmenden Judenverfolgung bis zur Vernichtung, als in Palästina die Gewalttaten auf allen Seiten zunahmen, wurde Magnes klar, dass die Verwirklichung seiner Vision eines frei verhandelten Abkommens zwischen Arabern und Juden politisch unmöglich geworden war. In einem Artikel der Zeitschrift Foreign Affairs vom Januar 1943 schlug er eine britisch-amerikanische Initiative zur Verhinderung einer Teilung Palästinas vor.
Kurz vor seinem Tod trat er von seiner Funktion im 1914 von ihm mit aufgebauten American Jewish Joint Distribution Committee zurück, weil seine Bitte um Hilfe für die palästinensischen Flüchtlinge und damit ein in seinen Augen akutes Flüchtlingsproblem von dieser Organisation ignoriert worden war. Während der Behandlung einer schweren Herzkrankheit starb Magnes im Oktober 1948 in New York.

## Ehrungen und Gedenken
In Berkeley (Kalifornien) wurde das Judah-Magnes-Museum gegründet, das über eine umfangreiche Sammlung zur jüdischen Zeitgeschichte und eine Sammlung mit Dokumenten, Korrespondenz, Veröffentlichungen und Fotografien zu Judah L. Magnes und seiner Familie verfügt.

## Schriften (Auswahl)
- Dissenter in Zion: From the Writings of Judah L. Magnes. Arthur A. Goren (editor), Harvard University Press, Cambridge, Massachusetts, 1982, ISBN 0-674-21283-5.
- mit Martin Buber und Ernst Simon (Hrsg.): Towards Union in Palestine. Essays on Zionism and Jewish-Arab cooperation. IHUD (Union) Association, Jerusalem 1947.
- Russia and Germany at Brest-Litovsk: A Documentary History of the Peace Negotiations. New York: Rand School of Social Science, 1919.